# Кладбище для безумцев
«Кладбище для безумцев. Ещё одна повесть о двух городах» (англ. A Graveyard for Lunatics: Another Tale of Two Cities) — роман Рэя Брэдбери, написанный в 1990 году. Вторая часть детективной трилогии о любви, одиночестве и смерти на фоне калифорнийских пейзажей и мира старых голливудских фильмов. Этот мистический детектив составил трилогию с произведениями «Смерть — дело одинокое» и «Давайте все убьём Констанцию». Они связаны не столько общим сюжетом, действие которого происходит в Голливуде, сколько действующими во всех трех романах персонажами, в том числе и фигурой рассказчика.

## Сюжет
Действие происходит в Голливуде. Ровно в полночь во время хеллоуинской вечеринки на примыкающем к легендарной студии легендарном кладбище главный герой (писатель-фантаст и сценарист) видит студийного магната, погибшего в такую же ночь Хеллоуина двадцать лет назад. Отыскать выход из лабиринта смертей, реальных и мнимых, герою помогают надменный австрийско-китайский режиссёр с неизменным моноклем и бальзамировщик мумии Ленина и лучший в мире аниматор динозавров.
При кажущейся простоте сюжета роман нельзя назвать легким. В нем упоминаются американские кинохиты, режиссёры, актеры, некоторые герои имеют реальных прототипов. Чтобы понять, о ком идет речь, нужно неплохо знать историю американского кинематографа.